# Манол Манолов – Симолията
Манол Томов Манолов, известен като Симолията, е български футболист и треньор, роден на 5 август 1925 г. в град София. Почива на 16 декември 2008 г.

## Биография

### Футболист
Роден е в 1925 година в семейство на бежанци от Кукуш. Играл е за „Сава Михайлов“, махленския отбор на Гевгелийския квартал, Устрем (София) (1942 – 1944), Септември (София) (1944 – 1948) и ЦСКА 15 години – от 1948 до 1962 г. (в 5 от тях е капитан на отбора). Има 239 мача в А група. Има 57 мача и 1 гол за националния отбор по футбол в периода 1950 – 1961 г. Рекордьор по титли на България като футболист – дванадесет през 1948, 1951, 1952, 1954, 1955, 1956, 1957, 1958, 1959, 1960, 1961 и 1962, носител на Купата на Съветската Армия през 1951, 1954, 1955, и 1961 г. Четвъртфиналист в турнира за Купата на европейските шампиони, в който е изиграл 17 мача. Бронзов медалист от XVI летни олимпийските игри в Мелбърн през 1956 г., участва и на олимпийските игри през 1952 и 1960 г. Футболист № 1 на България през 1958 г. Остава в историята и с това, че е единственият футболист, който е на терена със звание полковник (колегите му стават полковници, след като вече са престанали да се състезават).

### Треньор
Започва треньорската си кариера във Варна с Черно море (1962 – 63). След това е треньор още на Берое (1965 – 1966), ЦСКА (1969 – 1974, 1974 – 1975 1983 – 1985, Бенковски (Пазарджик) през 1974. и Славия през 1980 г. Бил е треньор още и на Светкавица (Търговище), Аполон (Гърция) и Сирия. Има 239 мача и 8 гола в първенството за ЦСКА. Три пъти е шампион на България като треньор на ЦСКА през 1971, 1972 и 1973, три пъти носител на Купата на Съветската Армия като треньор на ЦСКА през 1972, 1973 и 1985 г.